# Schweiz' økonomi
Schweiz' økonomi er en af verdens mest avancerede og højt udviklede frie markedsøonomier. Servicesektoren er kommet til at spille en stor økonomisk rolle, særligt bankvæsen og turisme. Schweiz' økonomi var rangeret som den bedste i verden på Global Innovation Index i 2015 og på tredjepladsen på Global Competitiveness Report i 2020. Ifølge Forenede Nationers data fra 2016, så er Schweiz det tredjerigste indlandsstat i verden efter Liechtenstein og Luxembourg. Sammen med sidstnævnte og Norge er Schweiz blandt de eneste tre lande i verden, der havde et BNP per indbygger på mere end US$70.000 i 2016, som ikke var en østat eller mikrostat.